# Министър-председател на Азербайджан
Това е списък на министър-председателите на Азербайджан от 1993 г.

## Списък
1. Панах Хюсейнов (1993 – 1993 г.)
2. Сурат Хюсейнов (1993 – 1994 г.)
3. Фуад Гюлиев (1994 – 1996 г.)
4. Артур Расизаде (1996 – 2003 г.)
5. Илхам Алиев (2003 – 2003 г.)
6. Артур Расизаде (2003 – 2018)
7. Новруз Мамедов (2018 – действащ)